# Mycomya brontes
Mycomya brontes är en tvåvingeart som beskrevs av Coher 1952. Mycomya brontes ingår i släktet Mycomya och familjen svampmyggor. Inga underarter finns listade i Catalogue of Life.